# Strugui Kràsnie
Strugui Kràsnie (en rus: Струги Красные) és un poble (un possiólok) de l'óblast de Pskov, a Rússia, segons el cens del 2021 tenia 4.871 habitants. És el centre administratiu del districte (raion) homònim.